# 九木神社
九木神社（くきじんじゃ）は、三重県尾鷲市九鬼町455にある神社。近代社格制度における社格は村社。熊野灘の九鬼湾入口にある半島状の岬の上にある。

## 祭神
- 菅原道真[1]

## 歴史

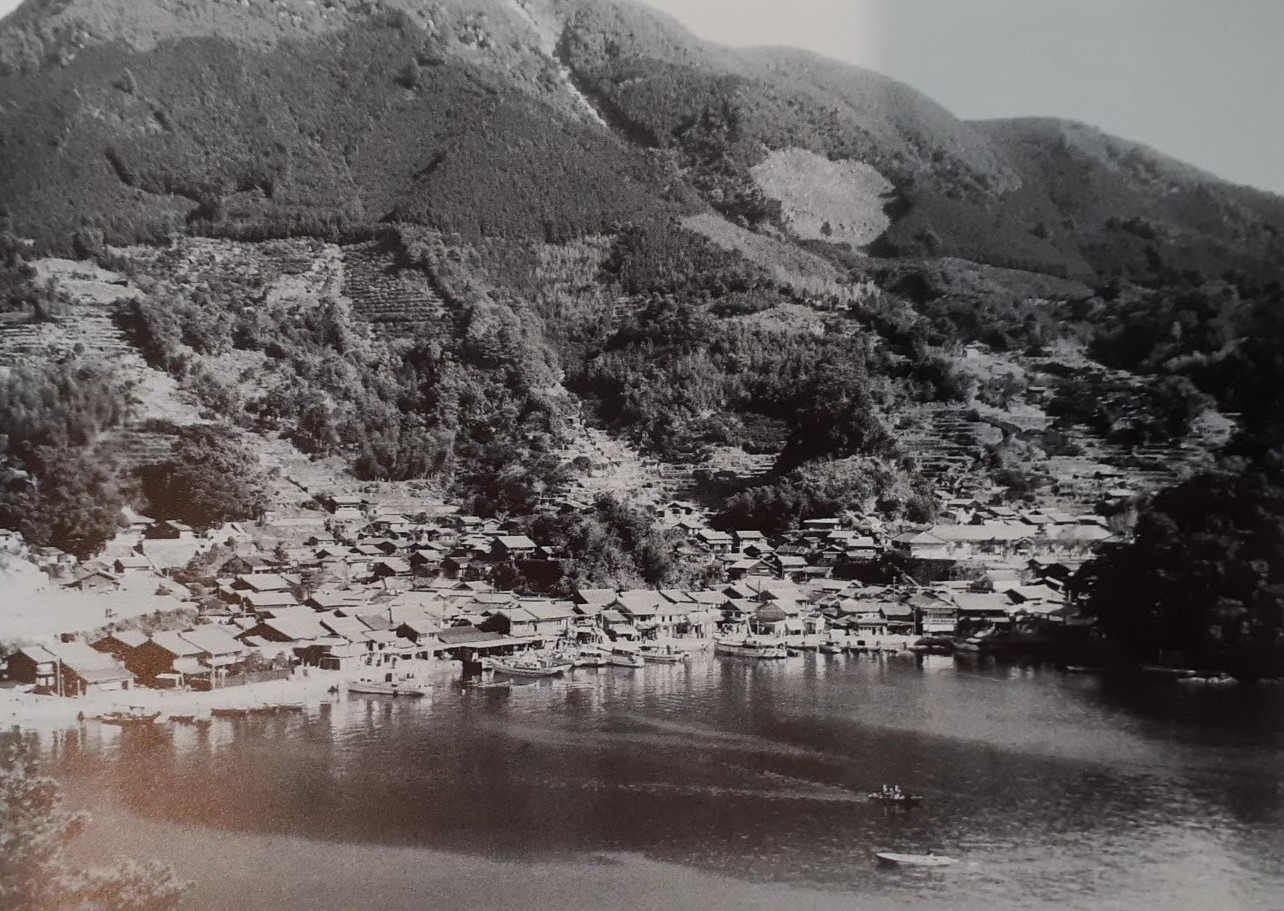
昭和初期の九木浦と九木神社（右端）

### 創始
貞治6年（1367年）頃、九鬼氏の祖である九鬼隆信（藤原隆信）が九木浦に九鬼城を築いた。九鬼隆信の嫡子で宮内少輔の九鬼隆治は、駒野之原の合戦の際に北野天満宮に祈って急難を逃れたことで、永和年間（1375年～1379年）には九鬼城の隅に祠を建てて天満天神を祀った。神社明細帳ではこれを九木神社の創始としている。なお、当時の九木浦には産土神として若宮八幡と国柄明神があった。

### 近世
江戸時代の寛文2年（1662年）、九鬼氏は祠を現在地に遷宮した。寛文10年（1670年）には藤原隆季が燈籠を奉献し、今日でも本殿の前に鎮座している。
菅原道真を祀っていることから、江戸時代には天神と呼ばれていた。享保10年（1725年）の『書上帳』には天満宮とあり、若宮八幡と国柄明神を末社としていた。江戸時代の九木神社に神主はおらず、別当寺の真巌寺が管理していたとされる。

### 近現代

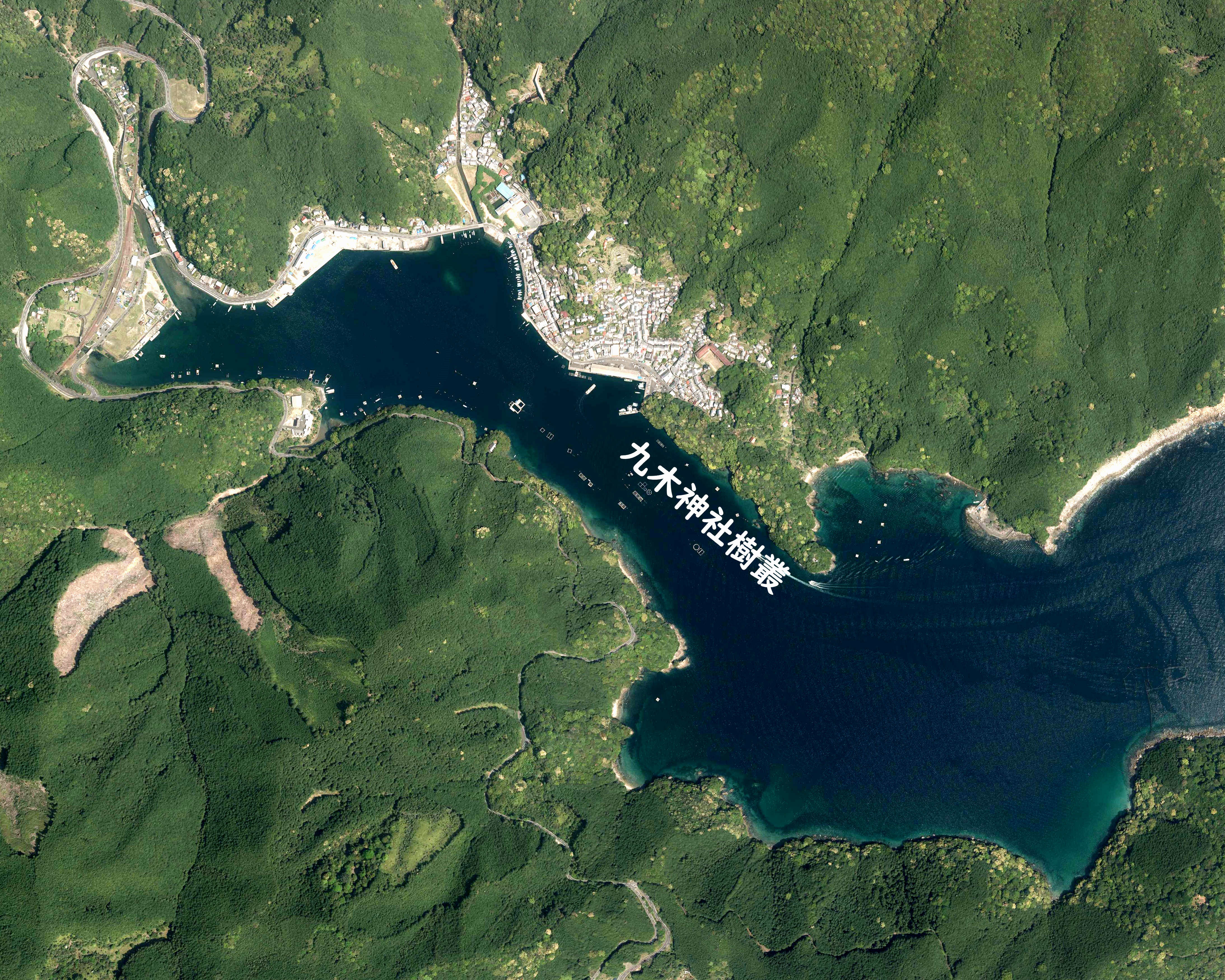
九木神社周辺の航空写真

1873年（明治6年）には近代社格制度による村社となり、1906年（明治39年）12月には神饌幣帛料供進社となった。なお、1883年（明治16年）には九木漁港や九木神社の近くに九木学校の校舎が新築されている。1946年（昭和21年）には神道指令によって社格が廃され、九木神社は宗教法人となった。
2005年（平成17年）9月には宮崎由紀夫が宮司に就任した。2007年（平成19年）、江戸時代に描かれたとされる菅原道真の掛軸が奉納された。縦180センチ、横120センチの掛軸であり、もとは岐阜県各務原市の伊勢山神明神社に奉納されたものである。
2011年（平成23年）、尾鷲市の三重県立熊野古道センターで九木神社の所蔵品を紹介する「九木神社宝物展」が開催され、宝剣、槍の穂先、太刀、眉尖刀（びせんとう、薙刀の一種）の宝物4点、写真25点が展示された。眉尖刀は寛文9年（1669年）に九鬼隆季によって奉納されたものであり、同型のものは全国に2点しかないとされる。

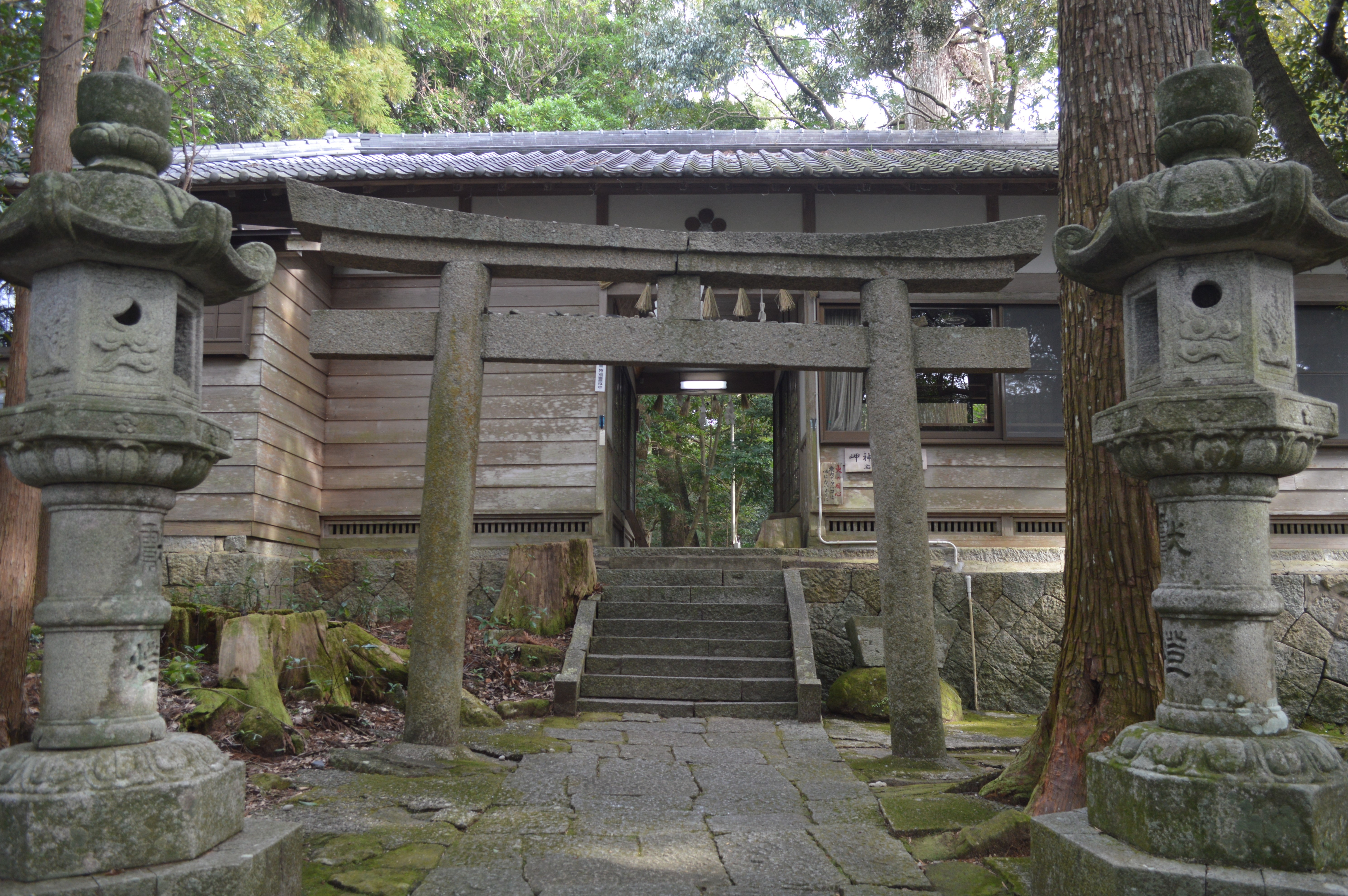
鳥居と山門
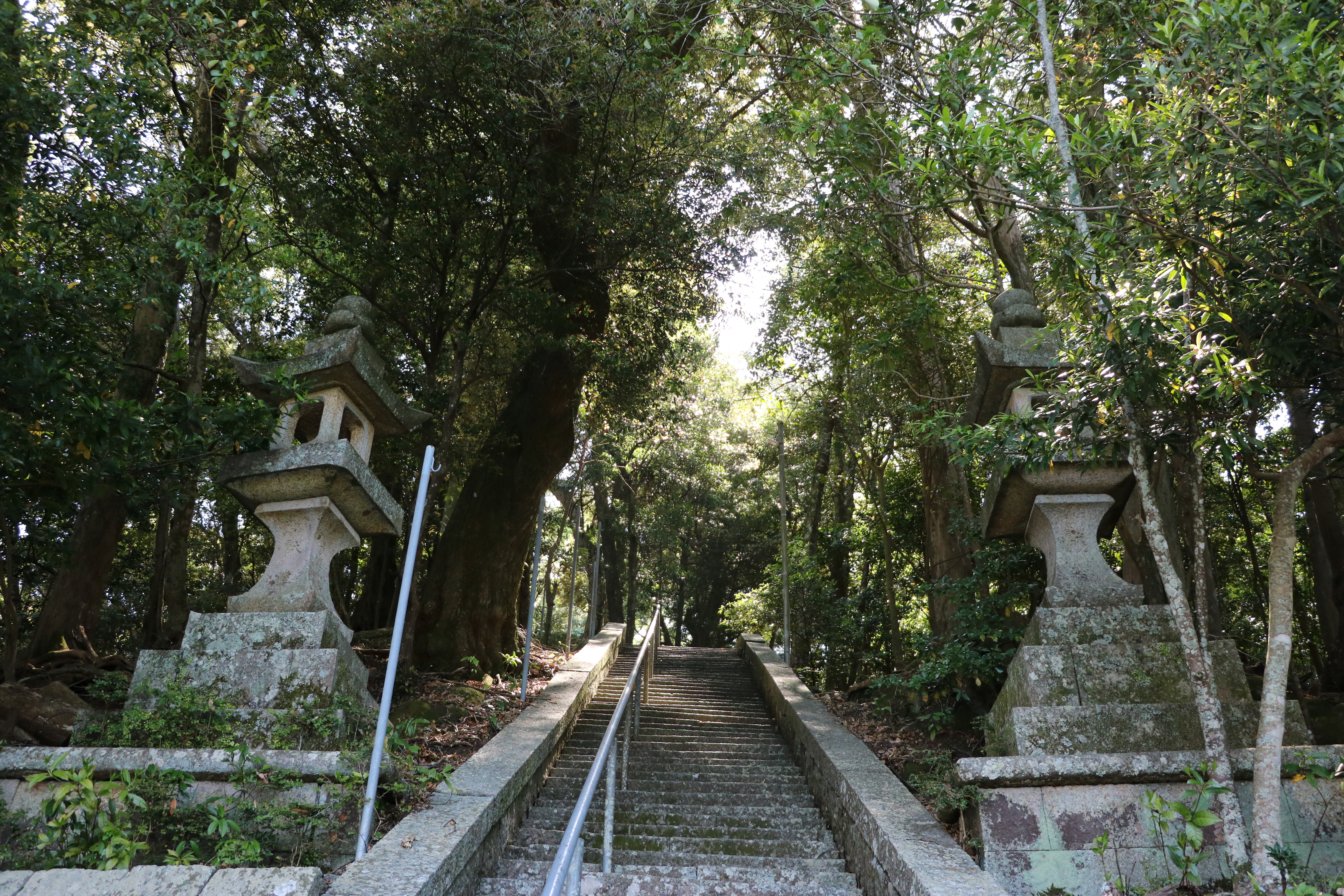
参道の石段
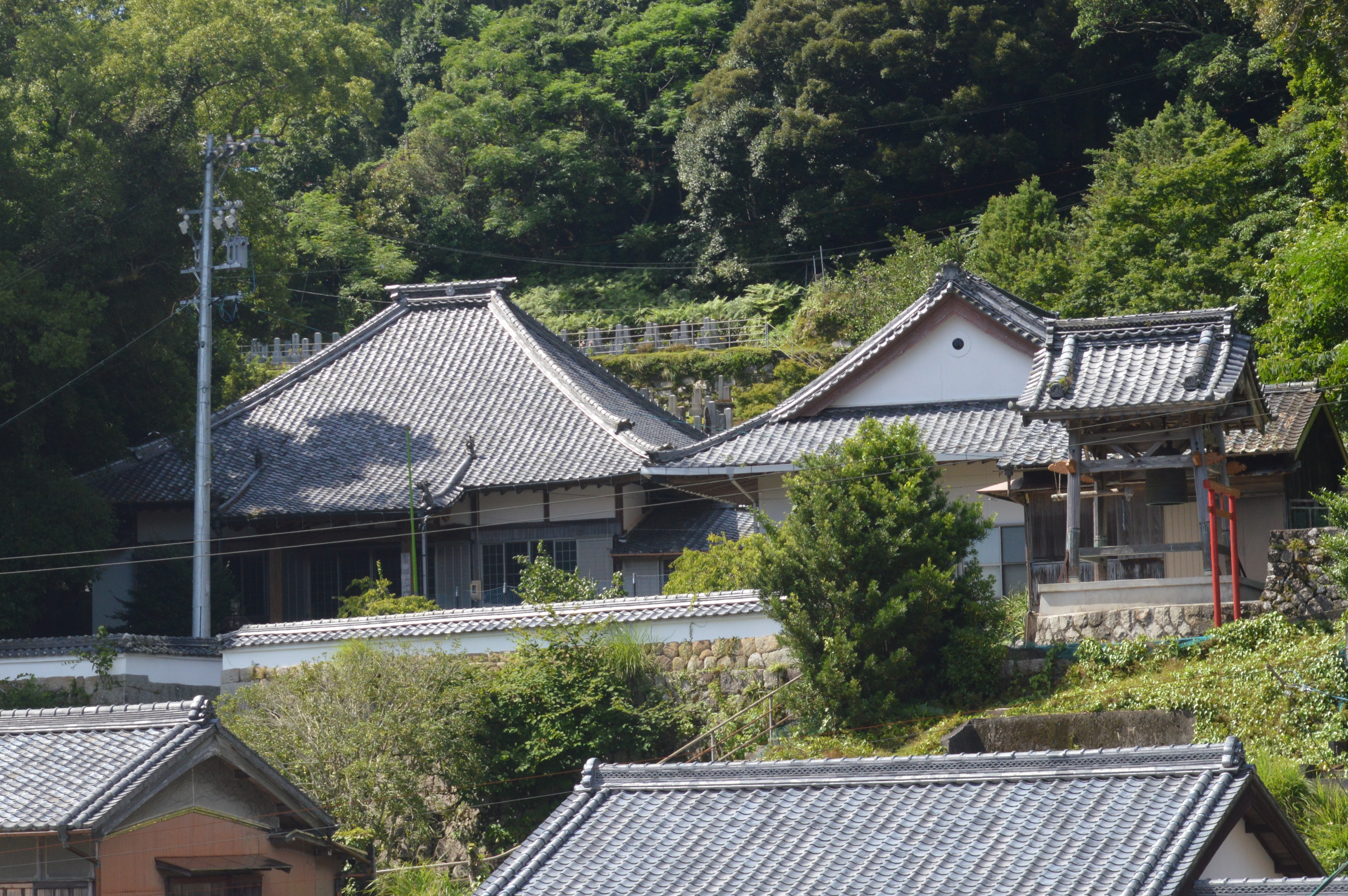
別当寺である真巌寺

## 文化財

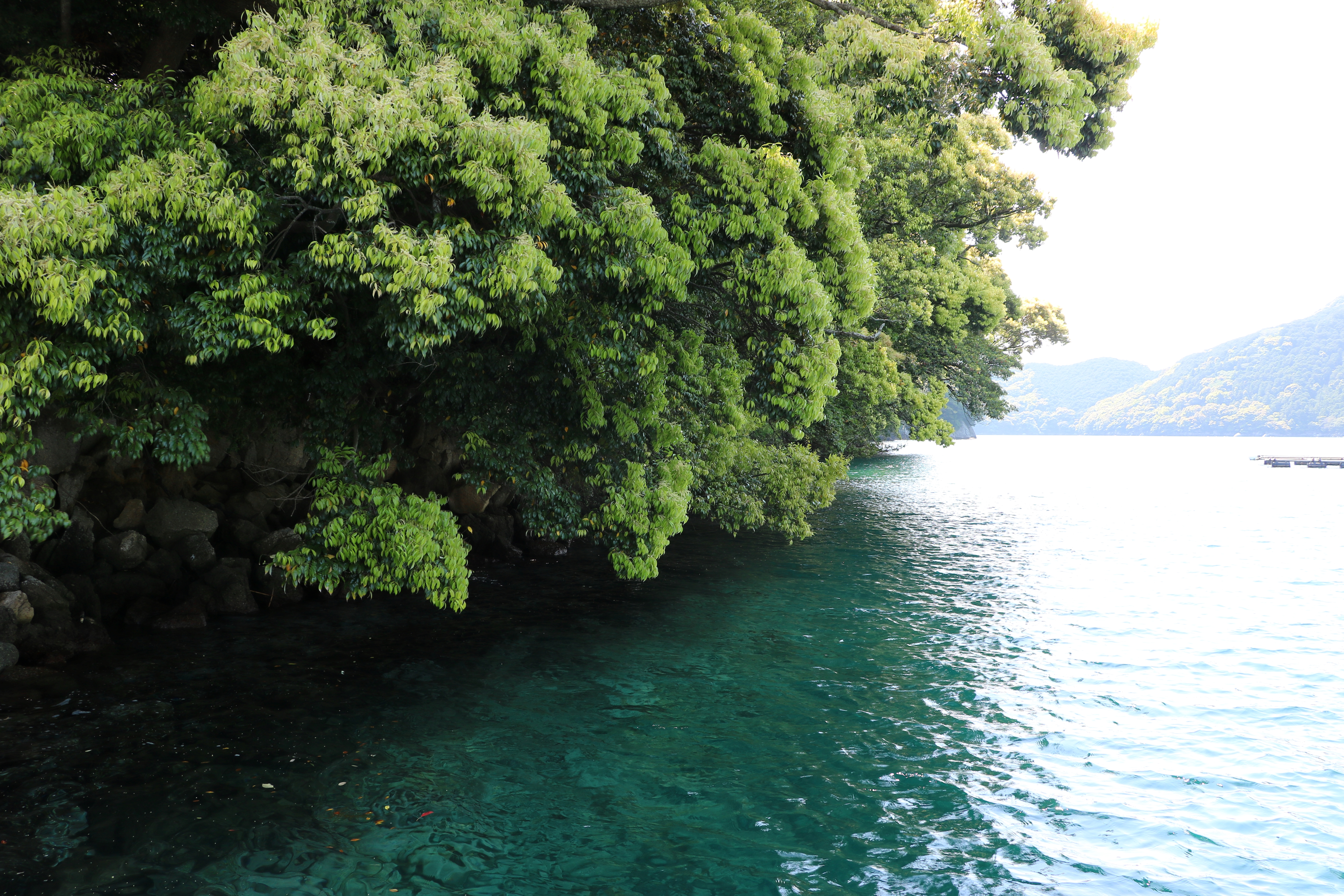
九木神社樹叢

### 国指定天然記念物
九木神社の境内は亜熱帯性および暖帯性の樹叢に覆われている。ヘゴ属のクサマルハチが本州で最初に発見された場所であり、日本における分布の北限でもあることから、植物分布地理学において重要な場所とされる。1937年（昭和12年）4月17日、「九木神社樹叢」が国の天然記念物に指定された。

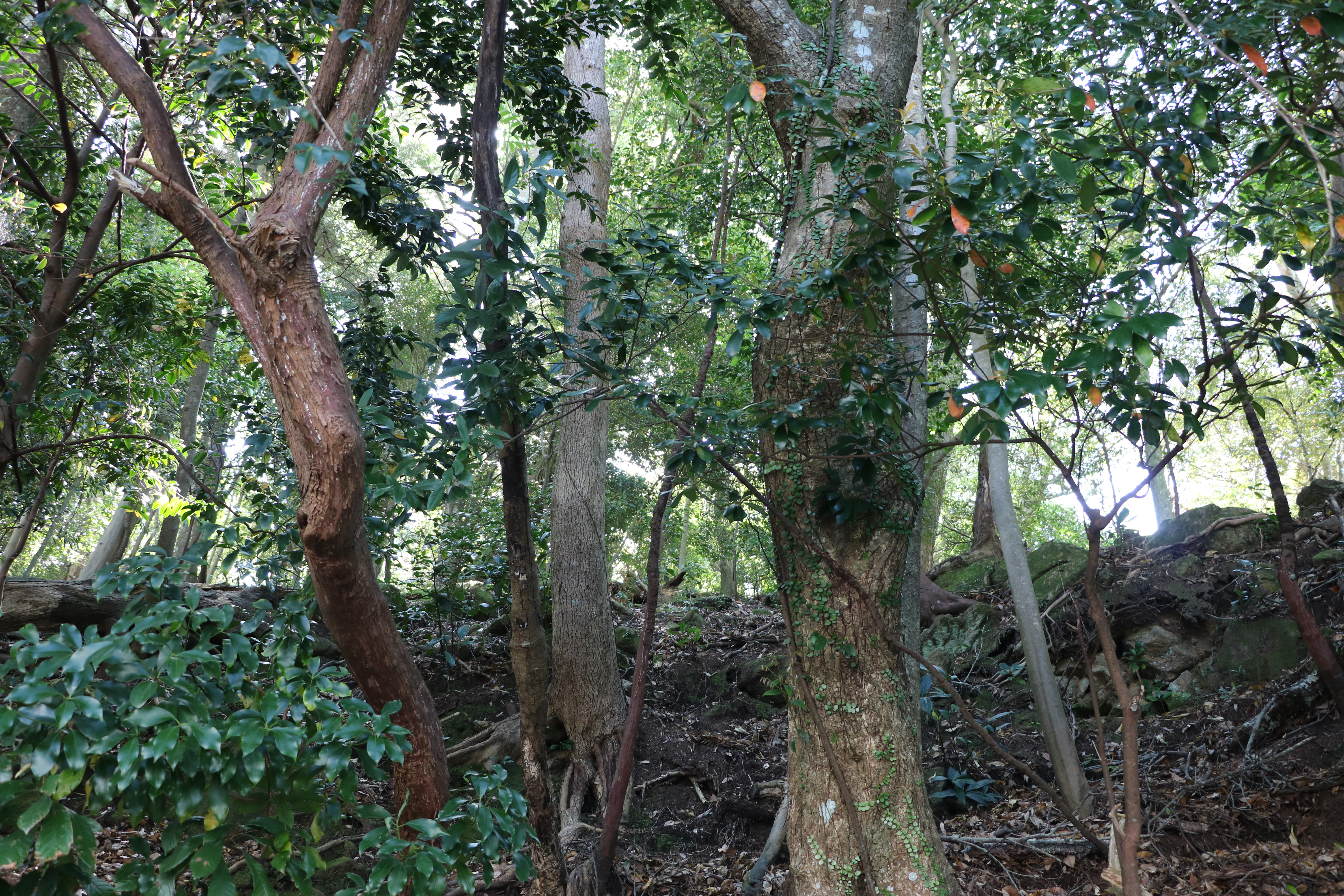
九木神社樹叢
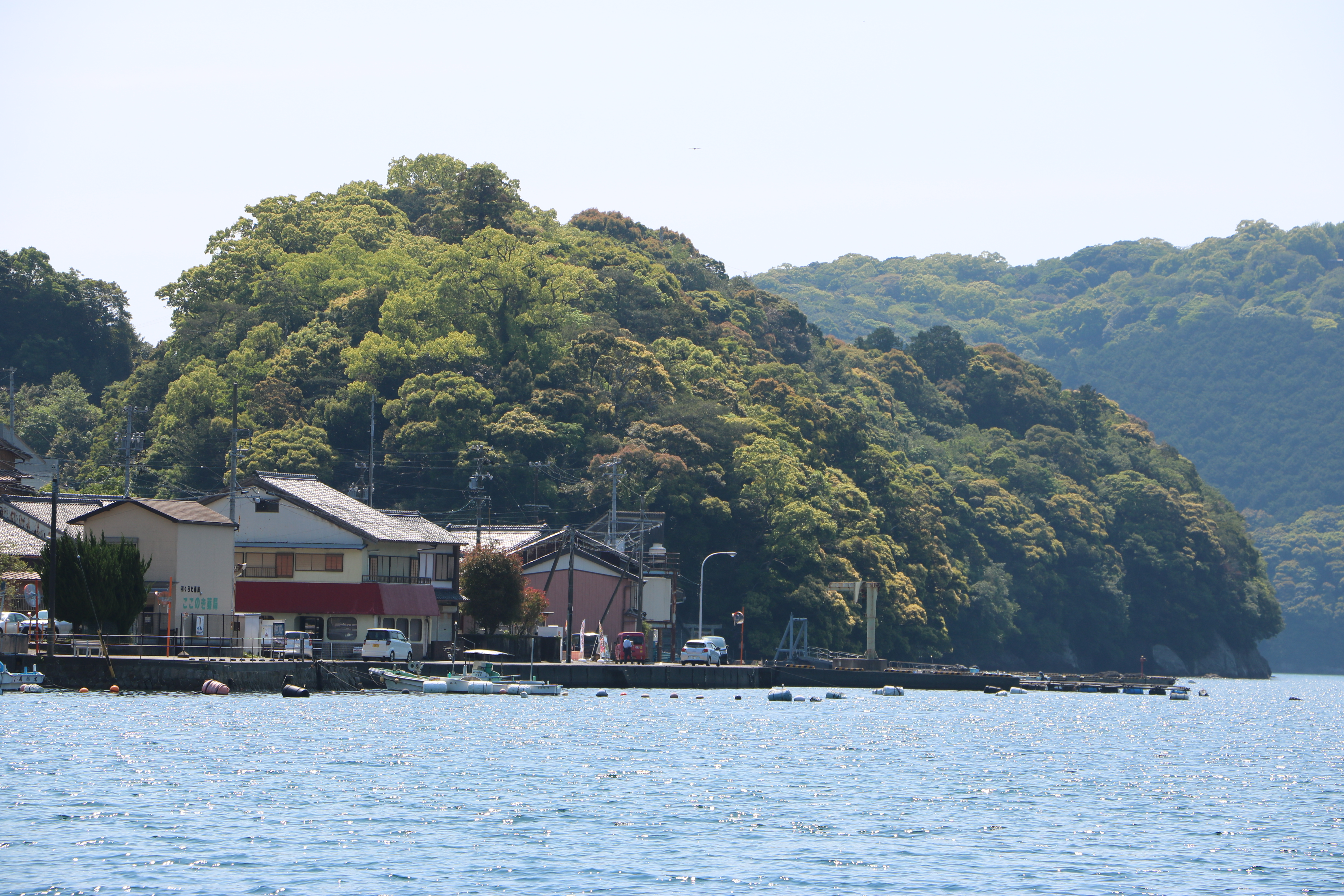
九木漁港越しに臨む樹叢

## 尾鷲九木浦の正月行事
九鬼町で行われる祭礼として、主なものに「にらくら祭り」と「ブリ祭り」がある。豊漁・豊作・安全を祈願する九木神社の例祭であるが、古来は真厳寺の本尊のオコナイの行事として実施されたものであったと伝わり、神仏分離以前の複合的な予祝行事を示すものとして重要とされる。これらの神事の祷屋は、集落の共有財産である漁場や山林を管理する九木浦共同組合で、鰤の大敷網の株を持つ構成員が4人選ばれて担う。
1997年（平成9年）12月4日、大晦日から正月にかけて行われる一連の行事が、「尾鷲九木浦の正月行事」として選択無形民俗文化財に選択された。

### 構成要素

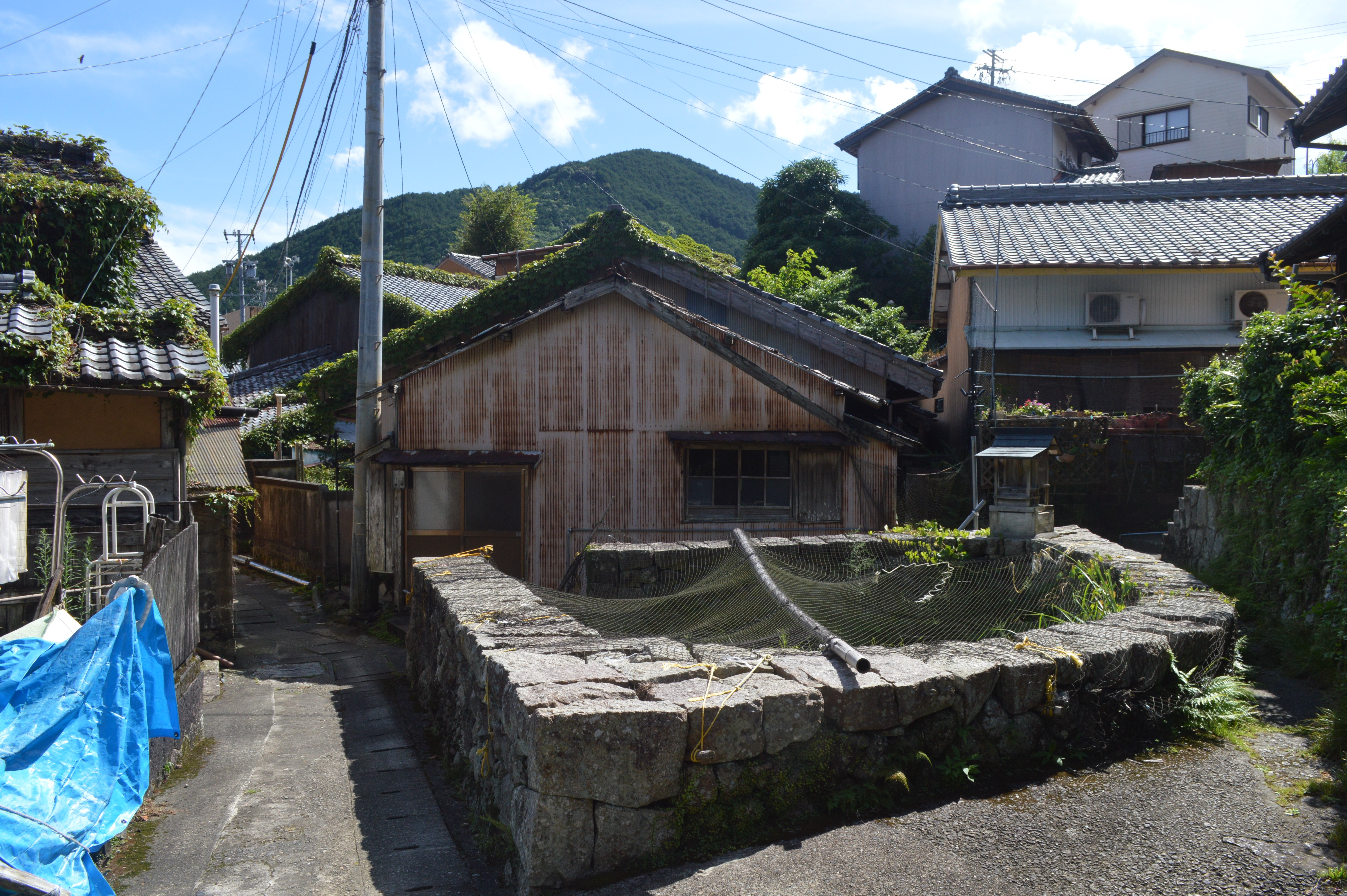
にらくら

古くは旧暦大晦日から1月8日まで様々な行事を行ったが、昭和期以降に規模縮小され、2018年（平成30年）時点で大晦日から1月3日までの行事となっている。
1. 大晦日：にらくらで「ひょうけんぎょう」、九木神社で「夜籠(よごもり)」
2. 元旦：「船上神楽」「にらくら祭り」
3. 2日：「賀儀取（カギトリ）」役の精進入り、真厳寺で「オコナイ（賀儀取行い式）」
4. 「口開」
5. 「宵宮」
6. 「大祷(おおとう)」
7. 3日「賀儀取諸札（ブリ祭り）」
8. 「星祭り」

「にらくら祭り」は大晦日から元旦にかけて行われる神事で、かつて雲丹が大量に発生して漁師の足の怪我が相次いだことから、時の真巌寺和尚の指示でウニを全て駆除してこの場所で焼いて埋め、祟りを恐れて供養した故事に由来する。祭りの舞台は、九木浦の集落の中心地にある三方を石垣で囲った5坪ほどの空き地で、その「ニラ（ウニ・ガンガゼの地域名）を集めた蔵」だった場所という意味で「にらくら」と呼ばれ、聖地とされる。
「ブリ祭り」は元旦から3日にかけて行われる行事で、定置網のブリの大漁祈願をする。ブリ祭りは船上神楽の奉納にはじまり、神楽宿で「星祭り」の直会で終了する。この祭礼の中心は神への奉仕者を意味する「賀儀取(かぎとり,鍵取)」の奉納弓射で、この役は中学１年生2名が務める。カギトリは2日午前から九木神社に籠もり精進潔斎したうえで、夕刻から寺に詣で古式の作法で弓を射る「オコナイ」をする。2人で担うのは若宮八幡と国柄明神を意味し、前弓が「にらくら」と鎮守を、後弓が氏神と岬の神を意味するという。

### 祭礼の進行

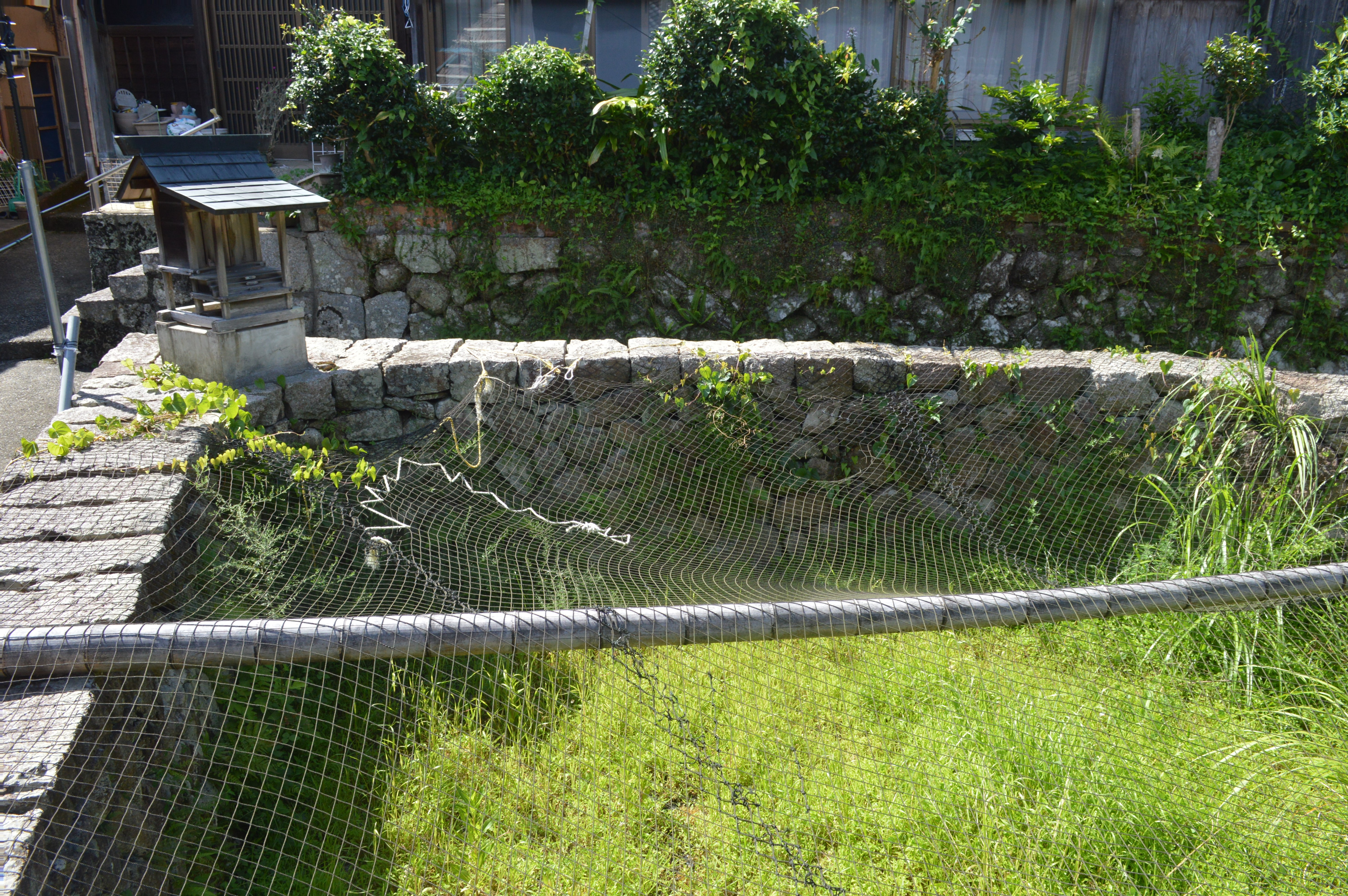
にらくら

大晦日の夜20時頃、「にらくら」に薪を高く積み上げて焚く。この焚き火にあたると一年は風邪を引かないという言い伝えがある。ウニ供養に由来するこの焚き火は「ひょうけんぎょう」と呼ばれる。ひょうけんぎょうの語源は「法華経」が訛ったともいわれるが定かではない。
ここで使われる薪は、2008年（平成20年）頃までは、大晦日の午後に、子どもらが「松木に米も買う、銭も金ももって代々、良い年とらんせ、ひょうけんぎょうに米買う、銭も金ももって代々、良い年とらんせ」と歌を歌いながら各戸を回り、米・銭・鏡餅などとともに集めていた。少子化により現在はこの行程が省かれ、九木浦共同組合が準備した薪を用いる。
元旦の朝、神楽部が日の出とともに出航し、沖の定置網漁場や浦の湾内で船上神楽を奉納する。その後、にらくらでは里配（さとばい）、遊谷配（ゆやばい）の東西に分かれて「にらくら祭」を行う。九木浦から選ばれた祷屋が、消し炭に海水を混ぜてこねあげた泥田（にらくら）に俵を投げ入れ、裸相撲を取り、黒い泥をかけあう。諸病災厄を取り除くとされる神事で、10才前後の子どもがいれば、ふんどし姿にして炭泥の中に転がす。その後は、俵を引き、子どもらと共に岸壁まで走り、海中に飛び込み垢離を落とす。
かつてはこの相撲行事を真巌寺の和尚が司っていたが、明治時代末期には新宮から来た山伏が司るようになった。
その真巖寺では、2日夕刻にオコナイ行事を行い、本祭日の3日午後には賀儀取が神楽部や祷人らと共に真巖寺境内で弓射儀式や大漁祈願をする。最後に本堂で盃事を行い、一連の正月行事を締めくくる。